# Antonina Leonardowna Rschewskaja

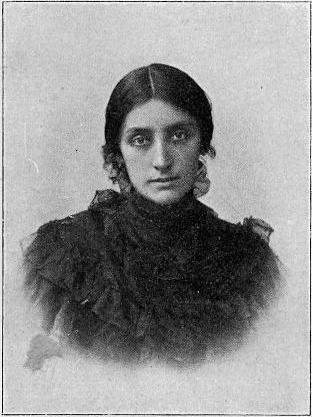
Antonina Leonardowna Rschewskaja

Antonina Leonardowna Rschewskaja, geboren Popowa, (russisch Антонина Леонардовна Ржевская; * 12. Februarjul. / 24. Februar 1861greg. in Rschew, Gouvernement Twer; † 15. Juli 1934 in Tarussa, Oblast Moskau) war eine russische bzw. sowjetische Genremalerin.

## Leben
Rschewskaja stammte aus der ursprünglich begüterten und dann verarmten adligen Grundherrenfamilie Popow des Ujesd Subzow. Die Großmutter mütterlicherseits war eine Zigeunersängerin. Nach dem Tod des Vaters zog die Mutter mit ihren drei Kindern nach Twer und dann nach Moskau, wo Antonina Leonardowna jeweils ein Mädchengymnasium besuchte. Daneben arbeitete sie als Korrektorin in einer Druckerei. Ab 1880 studierte sie als Gasthörerin an der Moskauer Hochschule für Malerei, Bildhauerei und Architektur bei Wladimir Makowski. Auch bekam sie Privatstunden bei Nikolai Martynow. Sie heiratete 1886 den Vertreter einer alten Familie Nikolai Fjodorowitsch Rschewski (1861–1928), mit dem sie die Töchter Jelena und Antonina bekam. In dem eigenen sechsstöckigen Moskauer Mietshaus befand sich ihr Atelier.
Ab 1892 stellte Rschewskaja ihre Bilder auf verschiedenen Kunstausstellung aus. Der Buchverleger Kosma Soldatjonkow kaufte 1893 ihr Bild Die Waisen für seine Galerie. Ab 1897 gehörte sie zu den Ausstellern auf den Ausstellungen der Peredwischniki. Auf der XXV. Ausstellung zum Jubiläum der Peredwischniki 1897 hatte sie einen großen Erfolg mit dem Bild Froher Augenblick, das Pawel Tretjakow noch auf der Ausstellung für seine Galerie kaufte. Das Bild hatte sie nicht signiert, da sie empörte Kommentare aus Adelskreisen scheute, wie ihre Enkelin Irina Watagina mitteilte. Als zweite und letzte Frau wurde Rschewskaja 1899 als Mitglied in die Peredwischniki-Genossenschaft aufgenommen. Der Kaufmann und Kunstsammler Iwan Sweschnikow kaufte 1903 für seine Sammlung das Bild Musik, das der Kunsthistoriker Nikolai Romanow sehr lobte. Sie entfremdete sich dann den Peredwischniki und erklärte 1913 ihren Austritt in einem Brief an den Leiter Nikolai Dubowskoi.
Ab 1915 verbrachte Rschewskaja ihre Sommer in Tarussa bei ihrem Schwiegersohn Wassili Watagin.
Nach der Oktoberrevolution arbeitete Rschewskaja mit dem Peredwischnik Nikolai Kassatkin zusammen, der in einem Sanatorium bei Chimki ein Atelier für knochentuberkulosekranke Kinder gegründet hatte. Für das Sanatorium schuf sie ein Fresko. Auch malte sie Porträts von Schauspielerinnen und Aquarelle. Für ihre Enkelinnen schrieb sie 1931–1933 ihre Memoiren.

## Werke

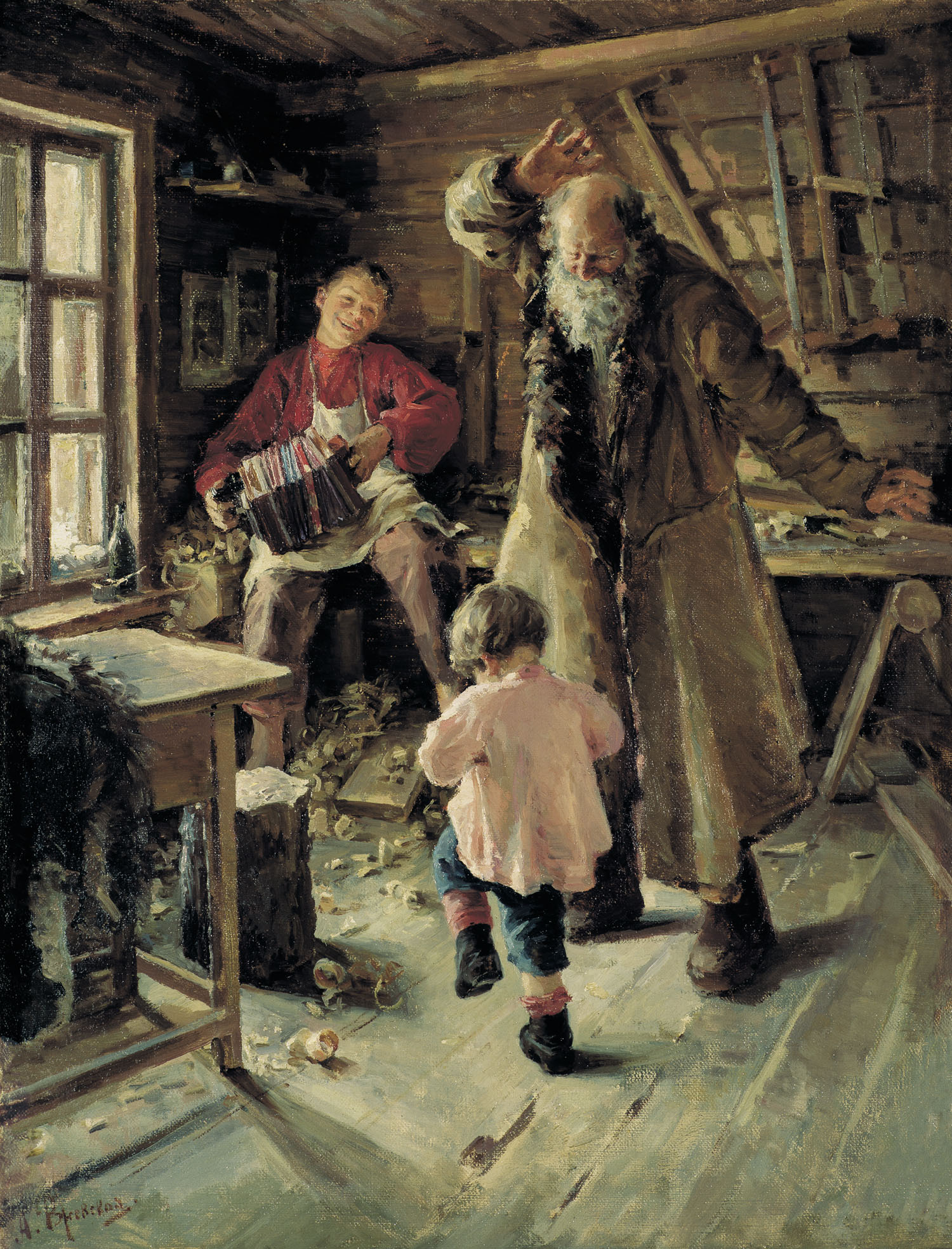
Froher Augenblick (1897, Tretjakow-Galerie)
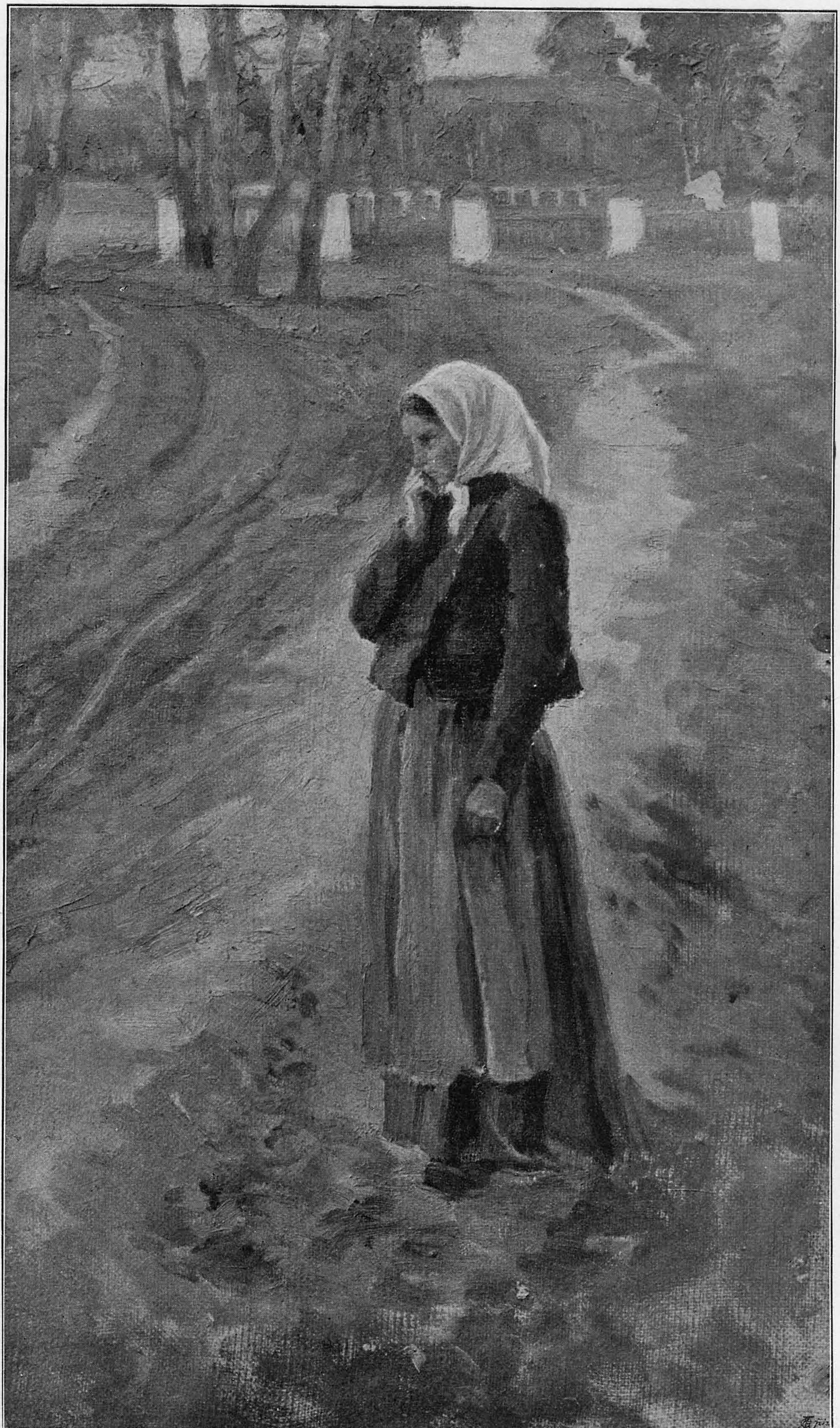
Herbst (1901, Russische Staatsbibliothek)
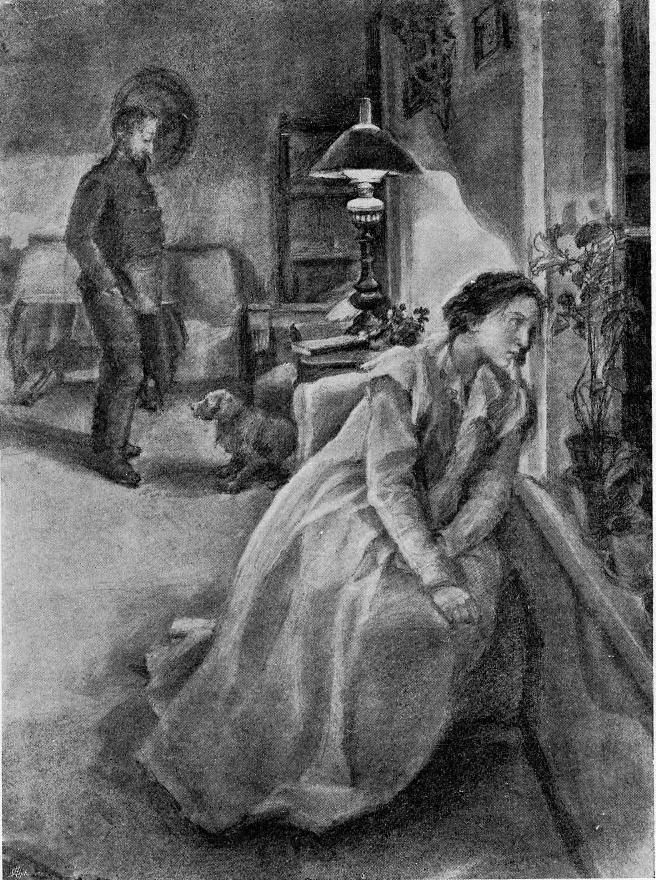
Illustration zu Nina Bernars Erzählung Begegnung auf dem Weg
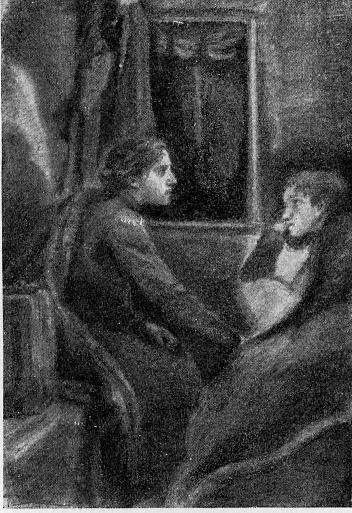
Illustration zu Nina Bernars Erzählung Begegnung auf dem Weg
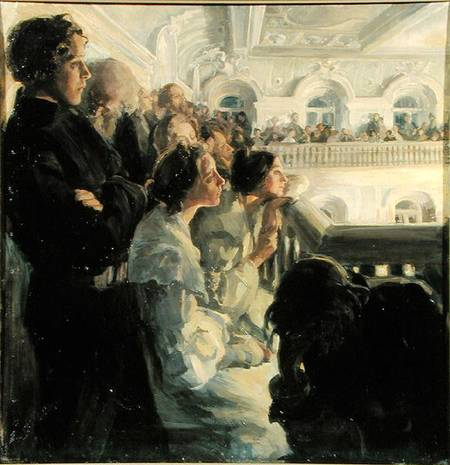
Musik (1903, Kunstmuseum Nischni Tagil)
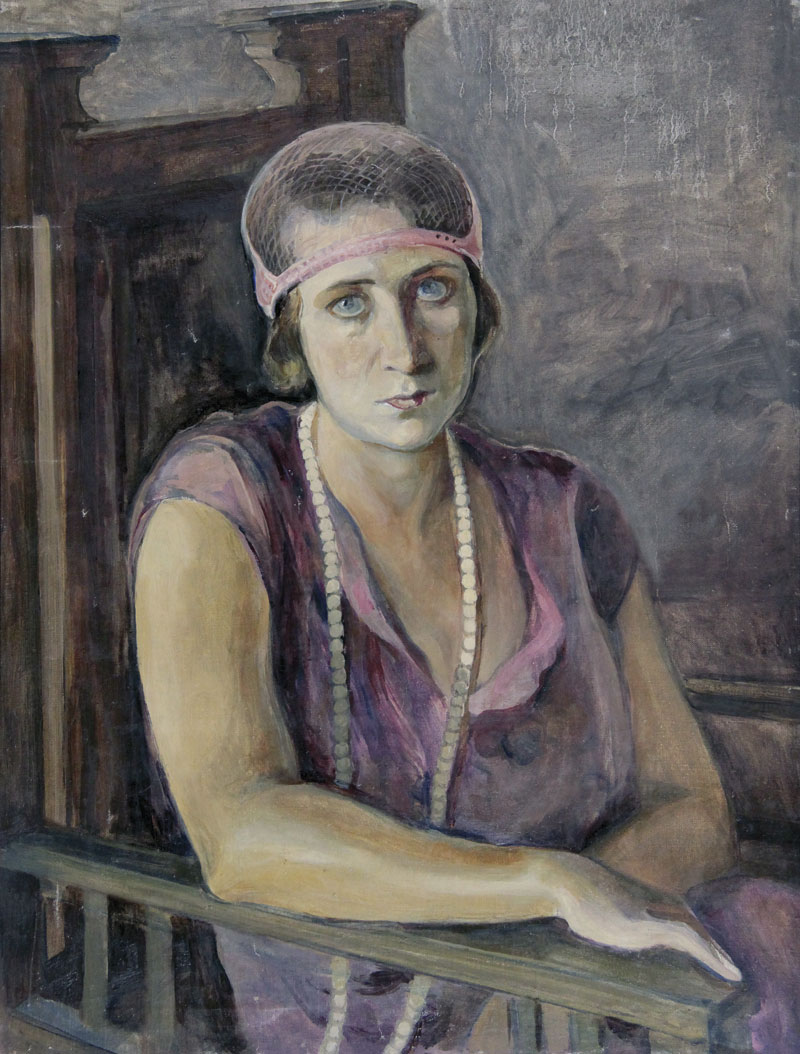
Porträt der Schauspielerin Ljubow Witoldowna Bjalynizkaja-Birulja (Tochter des Malers Witold Bjalynizki-Birulja)
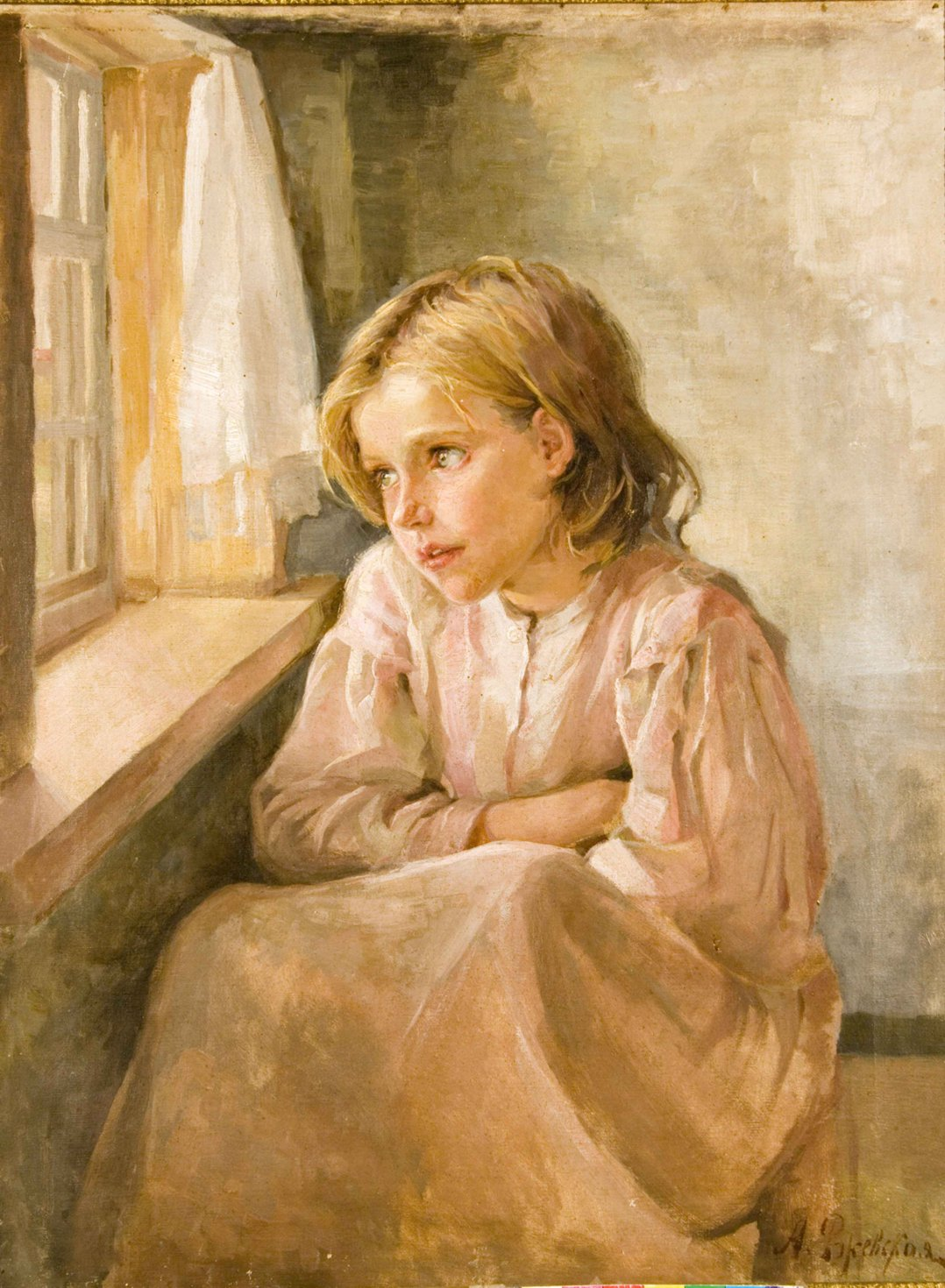
Mädchen am Fenster (Kunstgalerie Tarussa)